# Culicomorfs
Els culicomorfs (Culicomorpha) són un infraordre de dípters nematòcers que inclou vuit famílies, entre les quals destaquen els Chironomidae, els Culicidae i els Simuliidae.

## Famílies
Els culicomorfs inclouen 8 famílies:
- Família Ceratopogonidae
- Família Chaoboridae
- Família Chironomidae
- Família Corethrellidae
- Família Culicidae
- Família Dixidae
- Família Simuliidae
- Família Thaumaleidae